# Opatówek (gmina)
Opatówek – gmina miejsko-wiejska w Polsce w województwie wielkopolskim, w powiecie kaliskim z siedzibą w Opatówku.
Według danych z 31 grudnia 2024 gmina liczyła 10 603 mieszkańców. Największa pod względem liczby mieszkańców gmina powiatu kaliskiego.

## Położenie
Według danych z 1 stycznia 2024 powierzchnia gminy Opatówek wynosiła 104,29 km².
Gmina położona jest w południowo-wschodniej Wielkopolsce, na Wysoczyźnie Kaliskiej, w dorzeczu rzeki Prosny, przy granicy administracyjnej Kalisza.

## Przynależność administracyjna
| Gmina Opatówek | Gmina Opatówek            | Gmina Opatówek            |
| Okres          | Jednostka administracyjna | Jednostka administracyjna |
| -------------- | ------------------------- | ------------------------- |
| 1975–1998      | województwo kaliskie      | województwo kaliskie      |
| 1999–          | województwo wielkopolskie | powiat kaliski            |

## Samorząd
Od 2006 roku wójtem, a obecnie burmistrzem gminy Opatówek jest Sebastian Wardęcki (Komitet Wyborczy Wyborców Nasza Gmina Gospodarna; 2018).

## Historia
W dobie Królestwa Polskiego gmina należała do powiatu kaliskiego w guberni kaliskiej. W 1870 roku Opatówek z ukazu cara utracił po sześciu stuleciach prawa miejskie; status miasta uzyskał ponownie 1 stycznia 2017 roku.

## Środowisko naturalne

### Lasy
W 2017 roku powierzchnia lasów na terenie gminy wynosiła 761 ha, co stanowi lesistość na poziomie 7,3%.

### Wody
| Wody na terenie gminy Opatówek | Wody na terenie gminy Opatówek         |
| Rodzaj                         | Nazwa                                  |
| ------------------------------ | -------------------------------------- |
| jezioro zaporowe               | Jezioro Pokrzywnickie (Zbiornik Szałe) |
| rzeka                          | Pokrzywnica                            |
| rzeka                          | Trojanówka                             |

## Zabytki
| Miejscowość        | Nazwa | Wybudowany             | Zdjęcie | Wpis do rejestru zabytków            |
| ------------------ | --- | ---------------------- | ------- | ------------------------------------ |
| Opatówek           | Historyczny układ urbanistyczny                                                                            | XIV–XIX w.             |         | 487/Wlkp/A z 17.04.2007              |
| Opatówek           | Kościół pw. Najświętszego Serca Pana Jezusa i św. Doroty                                                   | 1905–1912              |         | 236/Wlkp/A z 30.06.2005              |
| Opatówek           | Kaplica grobowa gen. Józefa Zajączka, na cmentarzu przy kościele                                           | 1 poł. XIX w.          |         | 1152/A z 6.06.1970                   |
| Opatówek           | Zespół pałacowy: park, folwark (stodoły, spichrz), czworaki, ogrodzenie z bramą, domek gotycki „Cukiernia” | XIX w.                 |         | 475/A z 3.01.1962; 33/A z 14.12.1964 |
| Opatówek           | Fabryka sukna (obecnie Muzeum Historii Przemysłu w Opatówku)                                               | 1824                   |         | 96/35/A z 14.12.1964                 |
| Opatówek           | Rogatka | 1820, 1939             |         | 476/A z 3.02.1969                    |
| Rajsko             | Kościół pw. św. Michała Archanioła                                                                         | 1607, 1917–1924        |         | 66 z 24.09.1930                      |
| Tłokinia Kościelna | Kościół pw. św. Jakuba                                                                                     | pocz. XVIII w.         |         | kl.IV-73/87/54 z 12.06.1954          |
| Tłokinia Kościelna | Zespół pałacowy                                                                                            | poł. XIX w., 1915–1916 |         | 1006/Wlkp/A z 21.03.1985             |

## Demografia

### Ludność
| Liczba mieszkańców gminy Opatówek wg GUS | Liczba mieszkańców gminy Opatówek wg GUS | Liczba mieszkańców gminy Opatówek wg GUS | Liczba mieszkańców gminy Opatówek wg GUS | Liczba mieszkańców gminy Opatówek wg GUS |
| Rok (stan na 1 stycznia)                 | Liczba ludności                          | Przyrost                                 | Gęst. zaludnienia [os./km²]              | Powierzchnia [km²]                       |
| ---------------------------------------- | ---------------------------------------- | ---------------------------------------- | ---------------------------------------- | ---------------------------------------- |
| 2012                                     | 10 737                                   | –                                        | 103                                      | 104,27                                   |
| 2013                                     | 10 769                                   | 32                                       | 103                                      | 104,27                                   |
| 2014                                     | 10 762                                   | 7                                        | 103                                      | 104,27                                   |
| 2015                                     | 10 758                                   | 4                                        | 103                                      | 104,27                                   |
| 2016                                     | 10 850                                   | 92                                       | 104                                      | 104,27                                   |
| 2017                                     | 10 833                                   | 17                                       | 104                                      | 104,27                                   |
| 2018                                     | 10 856                                   | 23                                       | 104                                      | 104,27                                   |

| Wskaźnik maskulinizacji (stan na 31 grudnia 2024) | Wskaźnik maskulinizacji (stan na 31 grudnia 2024) | Wskaźnik maskulinizacji (stan na 31 grudnia 2024) | Wskaźnik maskulinizacji (stan na 31 grudnia 2024) | Wskaźnik maskulinizacji (stan na 31 grudnia 2024) |
| Opis                                              | Ogółem                                            | Ogółem                                            | Kobiety                                           | Mężczyźni                                         |
| ------------------------------------------------- | ------------------------------------------------- | ------------------------------------------------- | ------------------------------------------------- | ------------------------------------------------- |
| populacja                                         | 10 603                                            | 100%                                              | 51,4%                                             | 48,6%                                             |

## Miejscowości
Miejscowości wg TERYT:
| - Opatówek | - Borów - Chełmce - Cienia Druga - Cienia-Folwark - Cienia Pierwsza - Cienia Trzecia - Dębe-Kolonia - Janików - Józefów - Kobierno - Michałów Drugi - Michałów Trzeci - Nędzerzew - Porwity - Rajsko - Rożdżały - Sierzchów - Szałe - Szulec - Tłokinia Kościelna - Tłokinia Mała - Tłokinia Nowa - Tłokinia Wielka - Trojanów - Warszew - Zawady - Zduny | - Michałów Czwarty - Modła - Słoneczna - Zmyślanka - Bogumiłów - Frankowizna - Michałów Pierwszy |

## Gospodarka
W 2017 roku na terenie gminy w rejestrze REGON zarejestrowanych było 1162 podmiotów gospodarczych; dochód gminy na jednego mieszkańca wynosił 4466 zł.

## Transport

### Transport drogowy

#### Droga krajowa
- 12 Łęknica – Leszno – Kalisz – Opatówek – Piotrków Trybunalski – Radom – Lublin – Dorohusk

#### Droga wojewódzka
- 471 Opatówek (DK12) – Koźminek – Lisków – Dąbrowa (DK83)

### Transport kolejowy
- 14 Łódź Kaliska ↔ Opatówek ↔ Kalisz ↔ Nowe Skalmierzyce ↔ Ostrów Wielkopolski ↔ Tuplice

## Sąsiednie gminy
Ceków-Kolonia, Godziesze Wielkie, Koźminek, Kalisz, Szczytniki, Żelazków